# Mie
Mie (三重県 (Tam Trọng huyện) Mie-ken) là một tỉnh của Nhật Bản, nằm ở tiểu vùng Tokai, vùng Kinki trên đảo Honshū. Trung tâm hành chính là thành phố Tsu.

## Lịch sử
Tỉnh Mie ngày nay bao gồm ba tỉnh cũ: Ise, Shima và Iga và cả vùng cực đông của Kii. Thời Minh Trị Duy tân, triều đình Nhật Bản cho sắp xếp lại các đơn vị hành chánh cũ nhiều lần, trong đó khu vực Mie. Năm 1871 thì lấy vùng đất từ sông Kisosansen ở phía Bắc đến thị trấn Tsu lập nên tỉnh Anōtsu, trong khi vùng phía nam thì lập tỉnh Watarai. Năm 1872, tỉnh lỵ của Anōtsu chuyển từ Tsu tới Yokkaichi, và sau đó tên tỉnh đổi là Mie. Năm 1876 thì Mie nhập với Watarai, nhưng vẫn giữ tên Mie và tỉnh lỵ đặt lại ở Tsu.
Địa danh "Mie" tương truyền là do Yamato Takeru đặt cho khu vực này sau một cuộc chinh phạt phía Đông.

## Hành chính
Có 14 thành phố đặt ở tỉnh Mie:
| - Iga - Inabe - Ise - Kameyama - Kumano | - Kuwana - Matsusaka - Nabari - Owase - Shima | - Suzuka - Toba - Tsu (thủ phủ) - Yokkaichi |

Ngoài ra còn 15 làng:
| - Toin - Kihoku - Kisosaki - Asahi - Kawagoe | - Komono - Kiho - Mihama - Meiwa - Odai | - Taki - Minami-ise - Taiki - Tamaki - Watarai |

## Giáo dục
- Đại học Mie

## Các địa phương kết nghĩa
- São Paulo, Brasil
- Hồ Nam, Trung Quốc
- Valencia, Tây Ban Nha